# Trousnická skála
Trousnická skála (948 m n. m.) je vrchol v západním Krušnohoří v okrese Karlovy Vary, na jižním okraji rezervace Oceán se zachovalým rašeliništěm a přibližně 2 km severně od vrcholu Dračí skála (953 m n. m.). Na západním okraji plošiny nazývané Vlčiny tvoří tento vrchol rozsáhlá skupina skal se zbytky dřevěné triangulační věže a impozantní, asi 10 m vysoký torr s nádherným výhledem na Porolaví, do Krajkovské pahorkatiny, Sokolovské pánve a na Slavkovský les. Sedlem, kterým protéká Vitický potok, je oddělen vrchol Trousnice.
Přístup do podvrcholového prostoru je po modré turistické značce z železniční zastávky Nejdek-Oldřichov zastávka (Tellerovy domky).